# Ferdinand Dutert
Charles Louis Ferdinand Dutert, né le 21 octobre 1845 à Douai et décédé le 12 février 1906 dans le 16e arrondissement de Paris, est un architecte français.

## Biographie
Fils d'un marchand douaisien, il entre à l'École nationale supérieure des beaux-arts en 1863, notamment au sein des ateliers d'Hippolyte Lebas et de Léon Ginain. Deux fois logiste du prix de Rome, il remporte le grand prix d'architecture en 1869 pour un projet de « Palais d'une ambassade française pour la capitale d'un puissant État ». Il séjourne à la villa Médicis entre 1870 et 1873.
Revenu en France, il est actif dans son département d'origine, mais aussi à Paris, particulièrement à l'occasion des expositions universelles de 1889 et de 1900.
Il meurt à son domicile au no 41 avenue Kléber.

## Principales réalisations

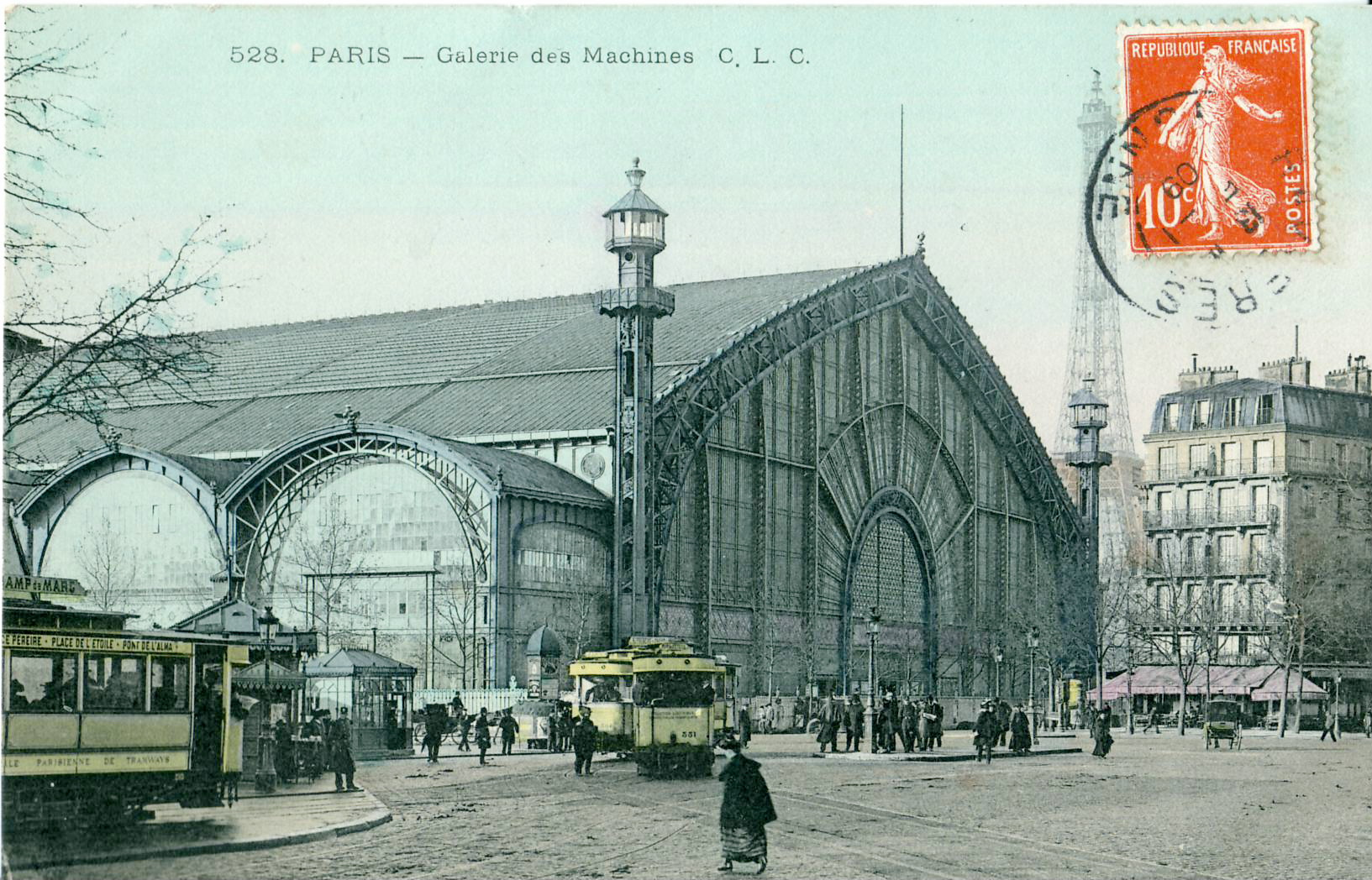
La Galerie des machines, au début du XX

- 1882 : monument de Mariette Bey à Boulogne-sur-Mer (Pas-de-Calais)[2]
- 1884-1887 : hôpital annexe Gatien de Clocheville, actuellement établissement administratif dit Direction de l'action sanitaire et sociale à Boulogne-sur-Mer[3]
- 1889 : Galerie des Machines à l'Exposition universelle de Paris de 1889 en collaboration avec l'ingénieur Victor Contamin
- 1889 : École nationale supérieure des arts et industries textiles à Roubaix (Nord)[4],[5]
- 1893 : monument commémoratif de Wattignies-la-Victoire à Maubeuge (Nord)[6]
- 1893-1896 : hôpital général de Saint-Louis de Boulogne-sur-Mer en collaboration avec l'architecte de la ville Pichon (détruit en 1988)[7]
- 1892-1898 : Galerie de paléontologie et d'anatomie du Muséum national d'histoire naturelle dans le 5e arrondissement de Paris construite à l'occasion de l'Exposition universelle de 1900

### Sources
- Dossier de Légion d'honneur de Ferdinand Dutert.

### Iconographie
- 1891   -  Ferdinand Dutert par Édouard Sain, huile sur toile
- 1891   - Buste de Ferdinand Dutert par Édouard Houssin, (moulage en plâtre musée de la Chartreuse de Douai)